# Bundesstraße 302
Die Bundesstraße 302 (Abkürzung: B 302) war eine Bundesstraße in Bayern. Sie führte von der B 14 in Sulzbach-Rosenberg über eine Strecke von rund 13 km nach Amberg. Sie wurde bereits zu Beginn der 1950er Jahre durch die B 85 ersetzt, welche wenige Kilometer westlich verläuft.